# Image
Image ([imidž] angl. obraz, představa) se v češtině užívá jako odborný termín pro afektivní a celkovou představu osoby, značky nebo výrobku ve veřejnosti, často záměrně pěstovaný s cílem být úspěšný. V ekonomice jde o úspěch u zákazníků, v politice u voličů, kdežto pro populární umělce jde o posluchače, pro města a obce o možné návštěvníky atd.

## Pěstování image
Image v tomto smyslu nemusí být přesný obraz osoby nebo předmětu, nýbrž je určen především k tomu, aby diváky a posluchače nějak naladil a motivoval. Hlavními prostředky pro pěstování image je reklama a masové sdělovací prostředky.
V reklamě jde jednak o „podprahové“ vtištění značky nebo jména do paměti možných zákazníků, o příznivé informace o výrobku, jednak o spojení osoby, firmy či výrobku s obecně přitažlivými tématy a obrázky. To se pak projeví při výběru a nákupu příslušného druhu zboží, při volbách a podobně.
Sdělovací prostředky – kromě reklam - výrazně ovlivňují image zejména politiků a veřejně známých osob tím, jak o nich informují, a to v pozitivním i negativním smyslu.
| „                 | Image je to, co člověk potřebuje, aby si druzí mysleli, že je tím, čím by rád byl. | “ |
| — F.-M. Barwasser |                                                                                    |   |